# Agostinismo
Agostinismo denomina a corrente de influência do pensamento filosófico e teológico de Agostinho de Hipona, o termo significa tanto a aderência às suas doutrinas e temas, como também inovações interpretativas de sua obra. Alguns agostinianos mencionáveis são - Próspero de Aquitânia, Fulgêncio de Ruspe, Cesário de Arles, Leão Magno, Boécio, Gregório Magno, Alcuíno, Anselmo de Aosta, Pedro Lombardo, Duns Escoto, Egídio Romano, Gregório de Rímini, Seripando, Petrarca, Cusano, Ficino, Sciacca, Capograssi.